# Пятунин, Валентин Карпович
Валентин Карпович Пятунин (1913, Кунгур, Пермская губерния — 1988, Рудный, Кустанайская область) — советский геолог, лауреат Ленинской премии (1958).

## Биография
Сын железнодорожника. В 1937 году окончил Свердловский горный институт.
Участвовал в Великой Отечественной войне с июня по август 1941 года (Центральный фронт). Был ранен осколочным ранением в области лба.
После демобилизации в мае 1942 года работал в Уральском геологическом управлении.
В 1949—1965 годах — главный геолог Соколовско-Сарбайской геолого-разведочной экспедиции (Казахстан).
Жена — Серафима Николаевна Гайс, геолог. Сыновья — Борис и Валерий.

## Награды
- Ленинская премия 1958 года — за открытие и разведку железорудного месторождения Сарбайской и Соколовской групп в Казахстане.
- Медали «За победу над Германией» (1945), «За отвагу» (1950) и орден Отечественной войны II степени (1985).